# 徳行駅
徳行駅（とくぎょうえき）は、山梨県甲府市徳行4丁目（当時は徳行）にあった山梨交通電車線の駅である。

## 概要
貢川駅から南西に直進し西へと進路を変える手前にあった駅で、1面1線のいわゆる「棒線駅」であった。
甲府市最後の駅で、次の榎駅からは竜王町（現・甲斐市）となっていた。細かく駅が連続するのもここまでで、ここからは駅間距離も伸びていた。

## 歴史
- 1930年（昭和5年）5月1日：開業。
- 1959年（昭和34年）8月14日：台風7号の被害により架線柱が倒れ不通となる。のち復旧。
- 1962年（昭和37年）7月1日：路線廃止により廃駅。

## 廃線後の状況
専用軌道の跡地である道路「廃軌道」上に跡が存在する。現在駅の周辺には取り立てて目標物はないが、駅自体が道路端のくぼみというよりも1車線以上ある広い空き地として残されており、判別は容易である。

## 隣の駅
山梨交通
電車線
貢川駅 - 徳行駅 - 榎駅